# 232
232是231與233之間的自然數。

## 在數學中
- 合數，正因數有1、2、4、8、29、58、116和232。
質因數分解為{\displaystyle 2^{3}\times 29}。
- 虧數，真因數和為218，虧度為14。
- 不尋常數，大於平方根的質因數為29。
- 十进制的奢侈數。
- 迴文數

## 在人類文化中
- RS-232被廣泛用於電腦串列介面外設連接
- 新北市坪林區的郵遞區號為232

## 在科學中
- 釷-232是釷中最穩定的同位素，它的半衰期有{\displaystyle 1.45\times 10^{10}}年

## 在其他領域中
- 西元232年和前232年